# Deutsche Kirche (Helsinki)

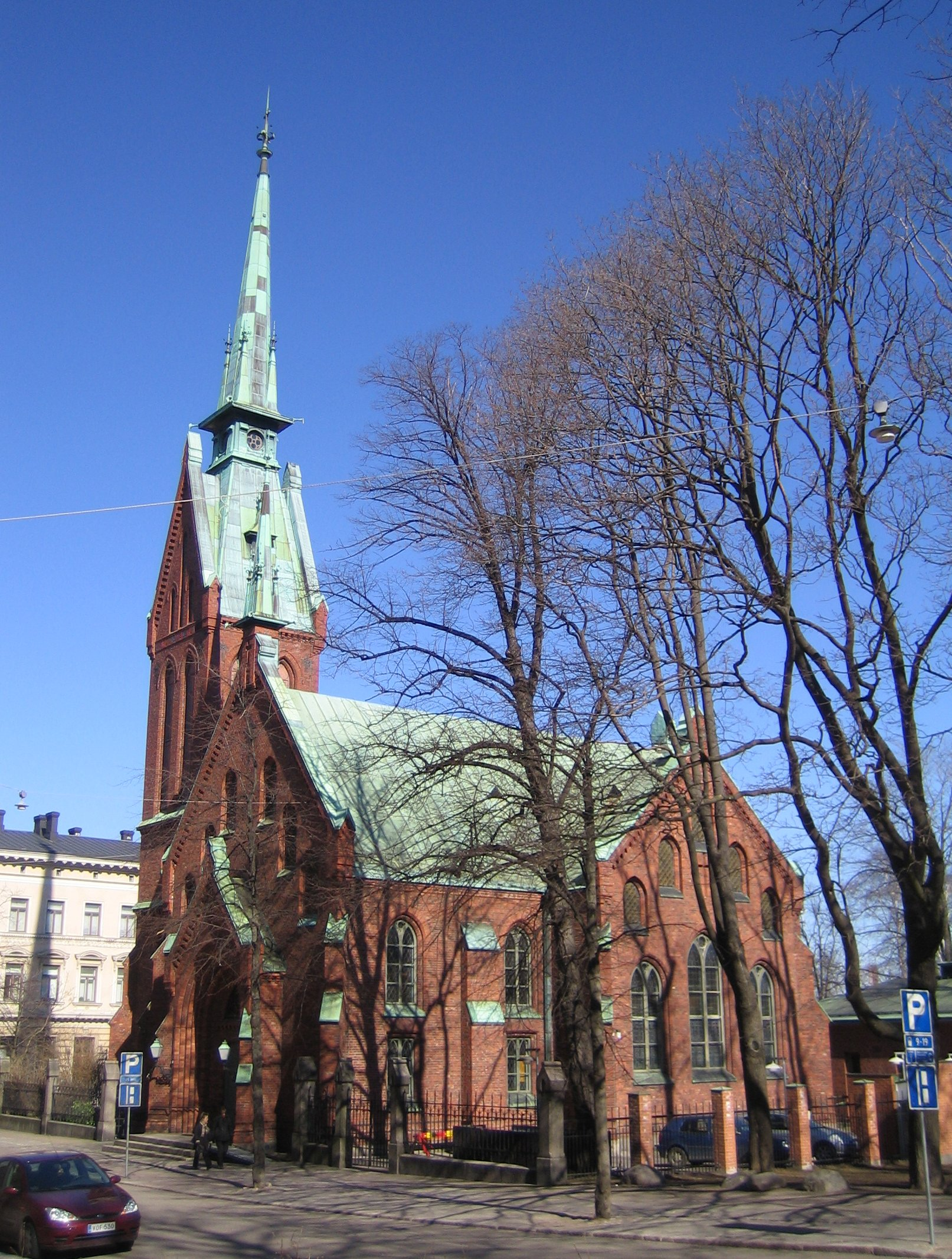
Deutsche Kirche in Helsinki, Ansicht aus südwestlicher Richtung

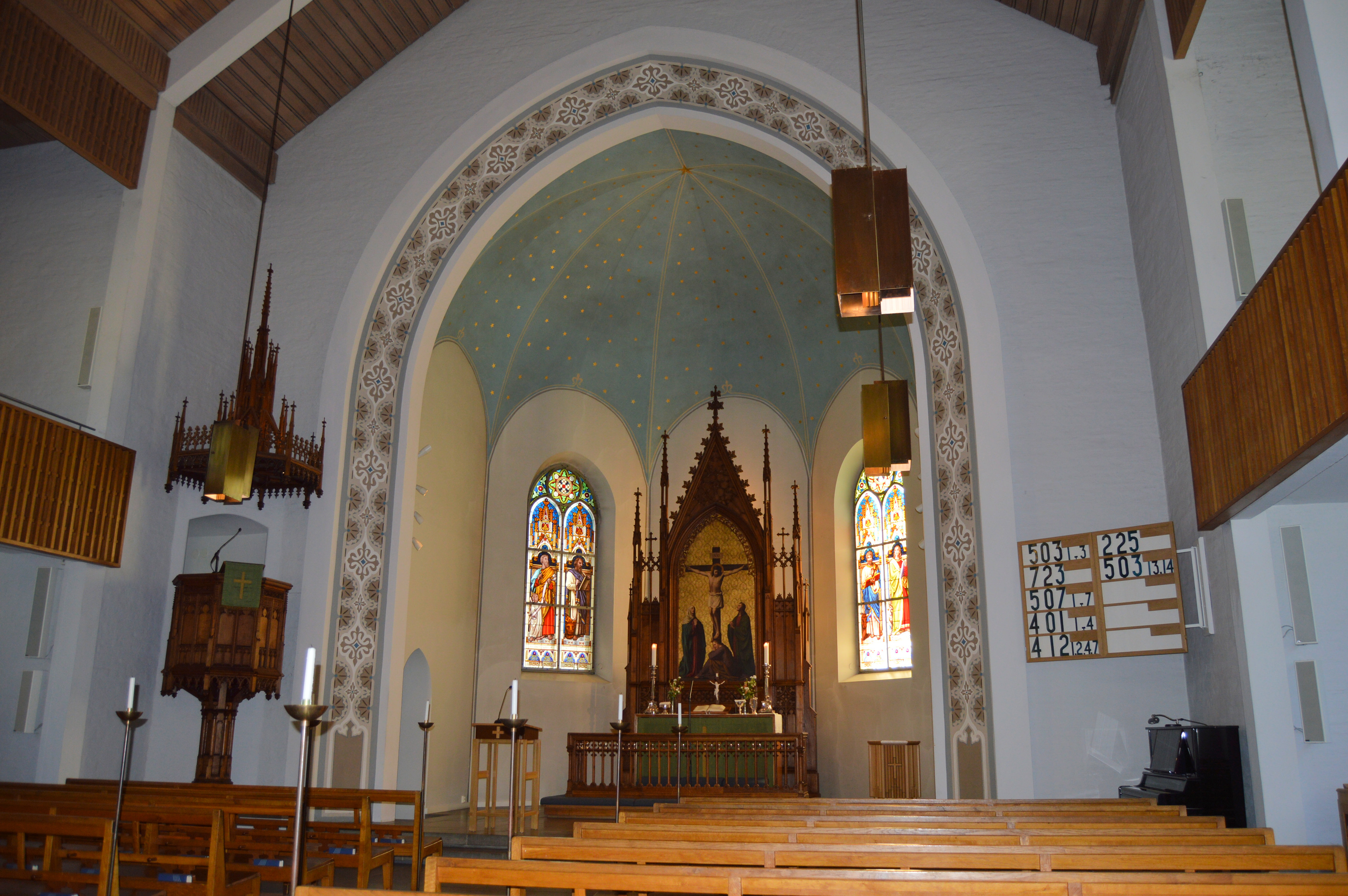
Innenraum, Blick nach Osten, im Jahr 2017

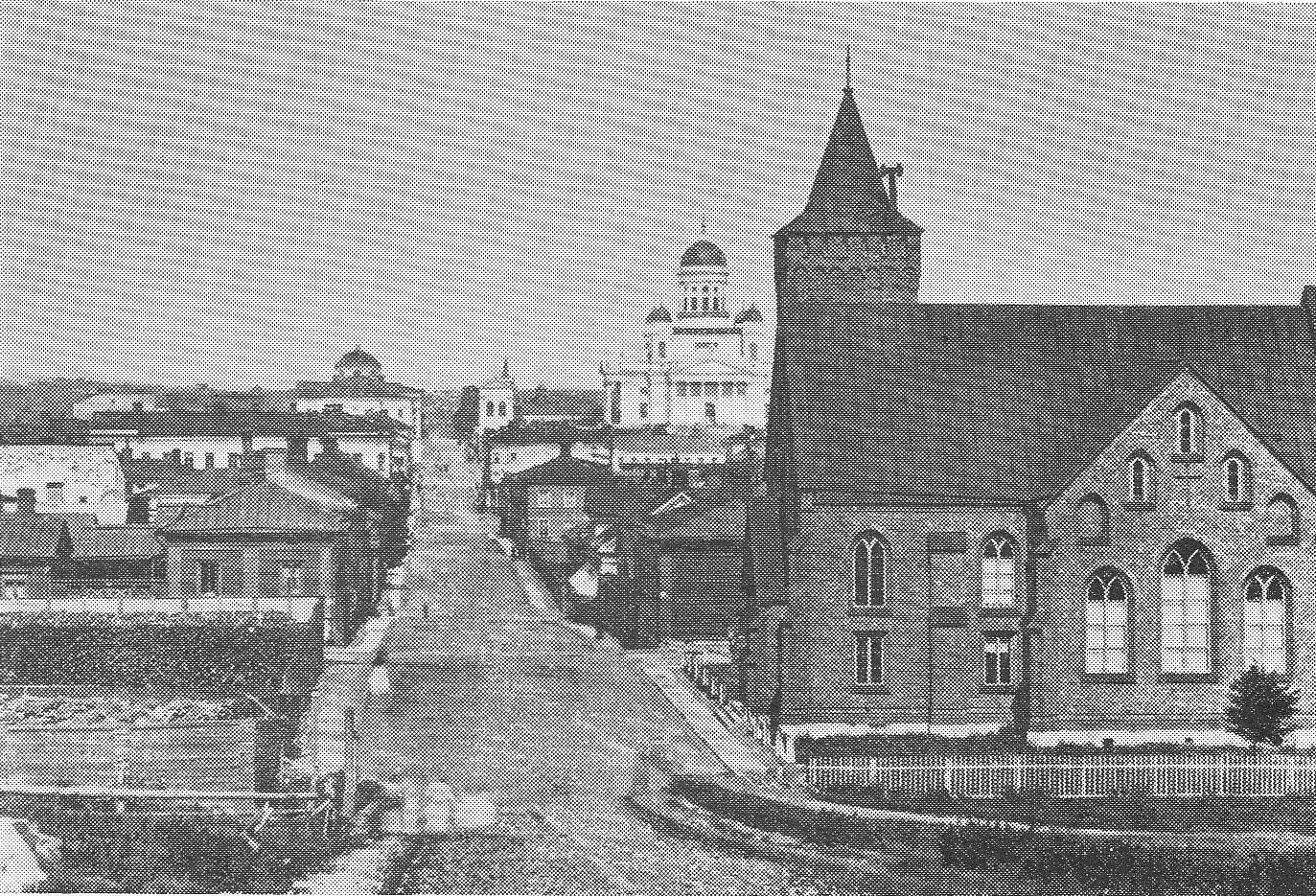
Die Deutsche Kirche um 1870, Blick von Süden (im Hintergrund der Dom von Helsinki)

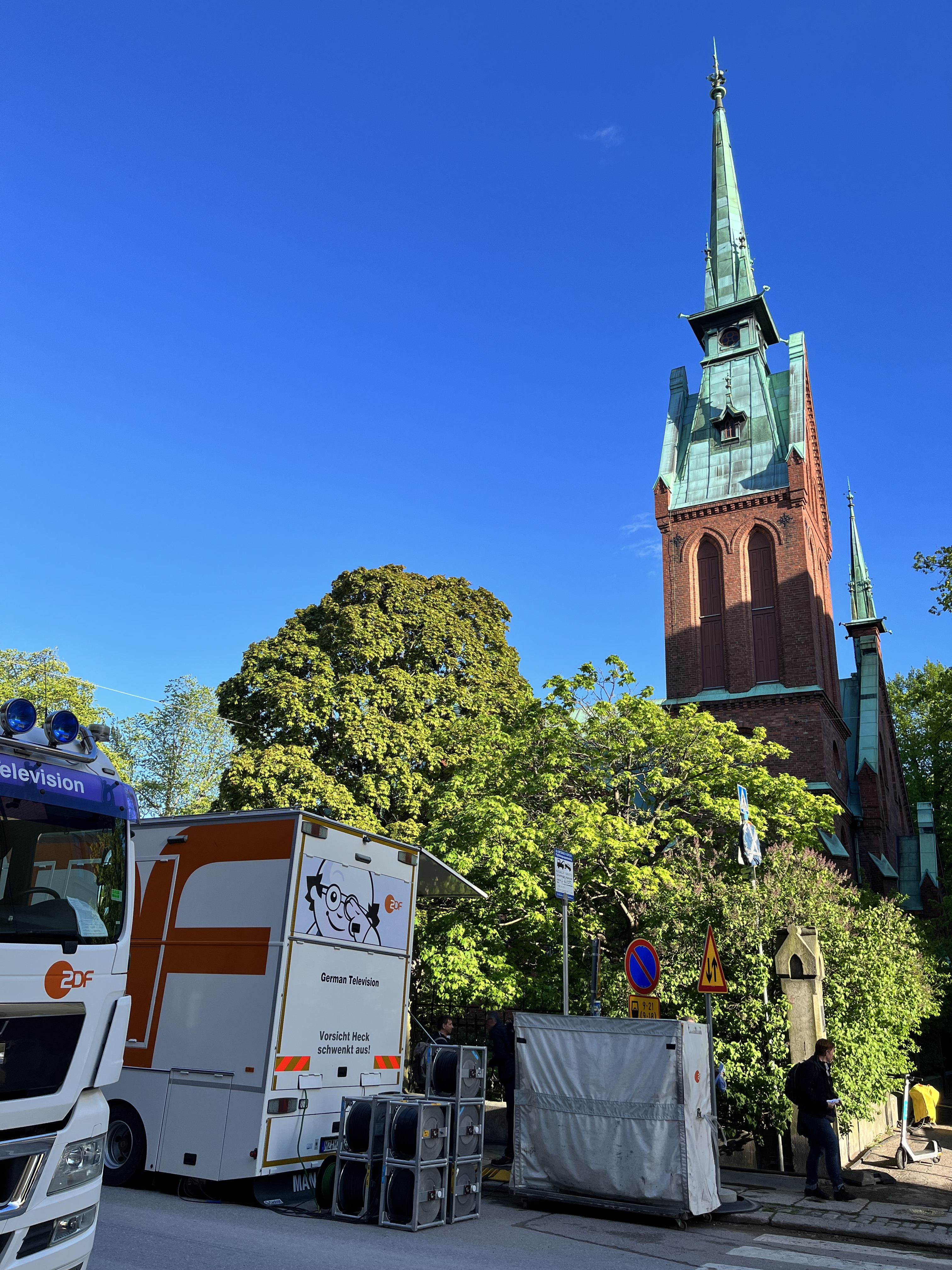
Übertragungswagen für den Gottesdienst im ZDF vor der Kirche im Juni 2022

Die Deutsche Kirche (finn. Saksalainen kirkko, schwed. Tyska kyrkan) ist eine Kirche im Stadtteil Kaartinkaupunki von Helsinki und gehört zur Deutschen Evangelisch-Lutherischen Gemeinde in der Evangelischen Kirche Finnlands. 

## Geschichte
Das Kirchengebäude wurde 1864 im neugotischen Stil von Harald Bosse und C.J. von Heideken gebaut. Der Altar und die Kanzel, beides aus Eichenholz, wurden von dem mecklenburgischen Großherzoglichen Baumeister Theodor Krüger aus Schwerin entworfen. Das Altargemälde, Christus am Kreuz mit Maria, Johannes und Magdalena, ist ein Werk des Schweriner Malers Theodor Fischer. Die Einweihung erfolgte am 6. November 1864. Im Jahr 1897 wurde der bisherige provisorische Turm durch einen neuen, höheren Turm ersetzt. Die drei Glocken lieferte die Glockengießerei in Apolda. Sie tragen die Anfangsverse der Lieder Martin Luthers „Ein feste Burg ist unser Gott“, „Erhalt uns, Herr, bei deinem Wort“ und „Verleih uns Frieden gnädiglich“.
Am 1. Mai 1958 brach in der Kirche ein Brand aus, der die ganz aus Holz bestehende Inneneinrichtung vollständig zerstörte; der Altar, die Kanzel und die Fenster erlitten erhebliche Schäden. Der mit dem Wiederaufbau beauftragte finnische Architekt Olof B. Hansson gestaltete den Innenraum im Stil der Zeit um 1960; Kanzel und Altar sowie die Fenster des Chores wurden restauriert. Am 27. September 1959 wurde die Kirche vom Bischof des Bistums Borgå, Georg Olof Rosenqvist, neu eingeweiht. Die neue Orgel auf der Westempore über dem Eingang, ein Werk der Göttinger Firma Paul Ott, gestiftet von Bundespräsident Theodor Heuss, wurde am 12. November 1961 in Gebrauch genommen.
Die Kirche ist heute eine der beliebtesten Hochzeitskirchen in Helsinki. Im Juni 2022 war die Kirche Schauplatz für den Gottesdienst im ZDF, als der jährliche Konfirmationsgottesdienst gefilmt und am 12. Juni ausgestrahlt wurde.